# Живко Бронзић
Живко Бронзић (Свиница, код Петриње , 7. април 1921 — Рипач, код Бихаћа, 2. фебруар 1943), земљорадник, командант Првог ударног батаљона Седме банијске ударне бригаде и народни херој Југославије.

### Биографија
Рођен је 7. априла 1921. године у селу Свиница, код Костајнице. Основну школу и пољопривредни курс завршио је у Крижевцима.
Пре Другог светског рата се бавио земљорадњом. Године 1940. постао је члан Савеза комунистичке омладине Југославије. Члан Комунистичке партије Југославије је од 1941. године.
Учесник Народноослободилачке борбе је од 1941. године. За време рата био је борац, десетар, комесар чете, командир чете и командант батаљона.
Погинуо је 2. фебруара 1943. године, у близини села Рипача, код Бихаћа, у борби против делова немачке 7. СС дивизије, када је са својим батаљоном осигуравао повлачење Седмој банијској ударној бригади.
За народног хероја проглашен је међу првим учесницима Народноослободилачке борбе 30. априла 1943. године.